# Cupa UEFA 1987-1988
Cupa UEFA 1987-88 a fost câștigată de Bayer Leverkusen.

## Prima rundă
| Echipa #1                | Total  | Echipa #2              | Tur | Retur |
| ------------------------ | ------ | ---------------------- | --- | ----- |
| Beșiktaș                 | 1-3    | Internazionale         | 0-0 | 1-3   |
| Bohemian F.C.            | 0-1    | Aberdeen F.C.          | 0-0 | 0-1   |
| Borussia Mönchengladbach | 1-5    | Espanyol               | 0-1 | 1-4   |
| Brondby IF               | 2-1    | IFK Göteborg           | 2-1 | 0-0   |
| Budapest Honved SE       | 1-0    | SC Lokeren             | 1-0 | 0-0   |
| Celtic F.C.              | 2-3    | Borussia Dortmund      | 2-1 | 0-2   |
| Coleraine F.C.           | 1-4    | Dundee United          | 0-1 | 1-3   |
| EPA Larnaca FC           | 0-4    | Victoria București     | 0-1 | 0-3   |
| FC Barcelona             | 2-1    | Belenenses             | 2-0 | 0-1   |
| Wismut Aue               | (a)1-1 | Valur                  | 0-0 | 1-1   |
| FC Spartak Moscova       | 3-1    | Dinamo Dresda          | 3-0 | 0-1   |
| FC Universitatea Craiova | 4-4(a) | Desportivo de Chaves   | 3-2 | 1-2   |
| TJ Vitkovice             | 3-1    | AIK                    | 1-1 | 2-0   |
| FC Zenit Leningrad       | 2-5    | Club Brugge            | 2-0 | 0-5   |
| Feyenoord Rotterdam      | 10-2   | CA Spora Luxembourg    | 5-0 | 5-2   |
| FK Austria Viena         | 1-5    | Bayer Leverkusen       | 0-0 | 1-5   |
| Grasshopper-Club Zürich  | 0-5    | FC Dinamo Moscova      | 0-4 | 0-1   |
| K.S.K. Beveren           | 2-1    | FC Bohemian F.C. Praga | 2-0 | 0-1   |
| KS Flamurtari            | 3-2    | FK Partizan            | 2-0 | 1-2   |
| LASK Linz                | 0-2    | Utrecht                | 0-0 | 0-2   |
| Mjøndalen IF             | 1-5    | Werder Bremen          | 0-5 | 1-0   |
| Panathinaikos            | 4-3    | AJ Auxerre             | 2-0 | 2-3   |
| PFC Lokomotiv Sofia      | 3-4    | FC Dinamo Tbilisi      | 3-1 | 0-3   |
| Pogoń Szczecin           | 2-4    | Verona                 | 1-1 | 1-3   |
| Steaua Roșie Belgrad     | 5-2    | Trakia Plovdiv         | 3-0 | 2-2   |
| Sporting Gijón           | 1-3    | Milan                  | 1-0 | 0-3   |
| Sportul Studențesc       | 3-1    | GKS Katowice           | 1-0 | 2-1   |
| Tatabányai Bányász       | 1-2    | Vitoria SC             | 1-1 | 0-1   |
| Toulouse FC              | 6-1    | Panionios NFC          | 5-1 | 1-0   |
| TPS                      | 2-1    | FC Admira/Wacker       | 0-1 | 2-0   |
| Valletta                 | 0-7    | Juventus               | 0-4 | 0-3   |
| Velez                    | 5-3    | FC Sion                | 5-0 | 0-3   |

### Tur
| Beșiktaș | 0 – 0 | Internazionale |
| -------- | ----- | -------------- |
|          |       |                |

| Pogoń Szczecin | 1 – 1 | Verona           |
| -------------- | ----- | ---------------- |
| Leśniak 59'    |       | Elkjær Larsen 9' |

| Sporting Gijón | 1 – 0 | Milan |
| -------------- | ----- | ----- |
| Jaime 69'      |       |       |

| Valletta | 0 – 4 | Juventus                          |
| -------- | ----- | --------------------------------- |
|          |       | Laudrup 26', 44' Alessio 39', 70' |

### Retur
| Internazionale                | 3 – 1 | Beșiktaș   |
| ----------------------------- | ----- | ---------- |
| Altobelli 36' Serena 44', 86' |       | Feyyaz 15' |

Internazionale a câștigat cu 3–1 la general.
| Verona                                       | 3 – 1 | Pogoń Szczecin  |
| -------------------------------------------- | ----- | --------------- |
| Elkjær Larsen 32', 40' Di Gennaro 43' (pen.) |       | Hawrylewicz 81' |

Verona a câștigat cu 4–2 la general.
| Milan                                     | 3 – 0 | Sporting Gijón |
| ----------------------------------------- | ----- | -------------- |
| Virdis 21' (pen.), 45+' (pen.) Gullit 43' |       |                |

Milan a câștigat cu 3–1 la general.
| Juventus                        | 3 – 0 | Valletta |
| ------------------------------- | ----- | -------- |
| Magrin 23' Vignola 60' Rush 87' |       |          |

Juventus a câștigat cu 7–0 la general.

## A doua rundă
| Echipa #1            | Total  | Echipa #2           | Tur | Retur    |
| -------------------- | ------ | ------------------- | --- | -------- |
| Milan                | 0-2    | Espanyol            | 0-2 | 0-0      |
| Aberdeen F.C.        | 2-2(a) | Feyenoord Rotterdam | 2-1 | 0-1      |
| Borussia Dortmund    | 3-2    | Velez               | 2-0 | 1-2      |
| Brondby IF           | 3-3(p) | Sportul Studențesc  | 3-0 | 0-3      |
| Desportivo de Chaves | 2-5    | Budapest Honved FC  | 1-2 | 1-3      |
| Dundee United        | 2-3    | TJ Vitkovice        | 1-2 | 1-1      |
| Utrecht              | 2-3    | Verona              | 1-1 | 1-2      |
| FC Barcelona         | 2-0    | FC Dinamo Moscova   | 2-0 | 0-0      |
| Wismut Aue           | 1-2    | KS Flamurtari       | 1-0 | 0-2      |
| FC Spartak Moscova   | 6-7    | Werder Bremen       | 4-1 | 2-6(aet) |
| Internazionale       | 2-1    | TPS                 | 0-1 | 2-0      |
| Panathinaikos        | (a)3-3 | Juventus            | 1-0 | 2-3      |
| Steaua Roșie Belgrad | 3-5    | Club Brugge         | 3-1 | 0-4      |
| Toulouse FC          | 1-2    | Bayer Leverkusen    | 1-1 | 0-1      |
| Victoria București   | 1-2    | FC Dinamo Tbilisi   | 1-2 | 0-0      |
| Vitoria SC           | (p)1-1 | K.S.K. Beveren      | 1-0 | 0-1      |

### Tur
| Milan | 0 – 2 | Espanyol                       |
| ----- | ----- | ------------------------------ |
|       |       | Zubillaga 41' Pichi Alonso 49' |

The game was played in Lecce because of the ban on the Stadio Giuseppe Meazza.
| Utrecht        | 1 – 1 | Verona       |
| -------------- | ----- | ------------ |
| van Ginkel 44' |       | Berthold 43' |

| Internazionale | 0 – 1 | TPS          |
| -------------- | ----- | ------------ |
|                |       | Aaltonen 11' |

| Panathinaikos | 1 – 0 | Juventus |
| ------------- | ----- | -------- |
| Saravakos 6'  |       |          |

### Retur
| Espanyol | 0 – 0 | Milan |
| -------- | ----- | ----- |
|          |       |       |

Espanyol a câștigat cu 2–0 la general.
| Verona                            | 2 – 1 | Utrecht     |
| --------------------------------- | ----- | ----------- |
| Di Gennaro 69' Verrips 89' (o.g.) |       | de Kock 80' |

Verona a câștigat cu 3–2 la general.
| TPS | 0 – 2 | Internazionale          |
| --- | ----- | ----------------------- |
|     |       | Scifo 50' Altobelli 74' |

Internazionale a câștigat cu 2–1 la general.
| Juventus                            | 3 – 2 | Panathinaikos                |
| ----------------------------------- | ----- | ---------------------------- |
| Cabrini 49', 71' (pen.) Alessio 59' |       | Saravakos 47' Dimopoulos 53' |

Juventus 3–3 Panathinaikos la general.

## A treia rundă
| Echipa #1           | Total  | Echipa #2          | Tur | Retur    |
| ------------------- | ------ | ------------------ | --- | -------- |
| Borussia Dortmund   | 3-5    | Club Brugge        | 3-0 | 0-5(aet) |
| Budapest Honved FC  | 6-7    | Panathinaikos      | 5-2 | 1-5      |
| FC Barcelona        | 4-2    | KS Flamurtari      | 4-1 | 0-1      |
| Feyenoord Rotterdam | 2-3    | Bayer Leverkusen   | 2-2 | 0-1      |
| Verona              | 4-1    | Sportul Studențesc | 3-1 | 1-0      |
| Internazionale      | 1-2    | Espanyol           | 1-1 | 0-1      |
| Vitoria SC          | 2-2(p) | TJ Vitkovice       | 2-0 | 0-2      |
| Werder Bremen       | 3-2    | FC Dinamo Tbilisi  | 2-1 | 1-1      |

### Tur
| Verona                                            | 3 – 1 | Sportul Studențesc |
| ------------------------------------------------- | ----- | ------------------ |
| Fontolan 25' Pacione 28' Elkjær Larsen 82' (pen.) |       | Coraș 62'          |

| Internazionale | 1 – 1 | Espanyol      |
| -------------- | ----- | ------------- |
| Serena 32'     |       | Lauridsen 80' |

### Retur
| Sportul Studențesc | 0 – 1 | Verona            |
| ------------------ | ----- | ----------------- |
|                    |       | Elkjær Larsen 67' |

Verona a câștigat cu 4–1 la general.
| Espanyol     | 1 – 0 | Internazionale |
| ------------ | ----- | -------------- |
| Orejuela 23' |       |                |

Espanyol a câștigat cu 2–1 la general.

## Sferturi
| Echipa #1        | Total | Echipa #2     | Tur | Retur |
| ---------------- | ----- | ------------- | --- | ----- |
| Bayer Leverkusen | 1-0   | FC Barcelona  | 0-0 | 1-0   |
| Verona           | 1-2   | Werder Bremen | 0-1 | 1-1   |
| Panathinaikos    | 2-3   | Club Brugge   | 2-2 | 0-1   |
| Espanyol         | 2-0   | TJ Vitkovice  | 2-0 | 0-0   |

### Tur
| Verona | 0 – 1 | Werder Bremen |
| ------ | ----- | ------------- |
|        |       | Neubarth 49'  |

### Retur
| Werder Bremen | 1 – 1 | Verona        |
| ------------- | ----- | ------------- |
| Sauer 32'     |       | Volpecina 53' |

Werder Bremen a câștigat cu 2–1 la general.

## Semifinalele
| Echipa #1        | Total | Echipa #2     | Tur | Retur    |
| ---------------- | ----- | ------------- | --- | -------- |
| Bayer Leverkusen | 1-0   | Werder Bremen | 1-0 | 0-0      |
| Club Brugge      | 2-3   | Espanyol      | 2-0 | 0-3(aet) |

## Finala
| Echipa #1 | Total      | Echipa #2        | Tur | Retur |
| --------- | ---------- | ---------------- | --- | ----- |
| Espanyol  | 3-3 (2-3p) | Bayer Leverkusen | 3-0 | 0-3   |